# Chelsea Publishing Company
Die Chelsea Publishing Company ist ein Verlag für mathematische Literatur, der 1944 während des Zweiten Weltkriegs in New York City von Aaron Galuten - damals Mathematikstudent an der Columbia University - gegründet wurde, um Nachdrucke deutscher und anderer mathematischer Werke des damaligen Kriegsgegner zu ermöglichen, deren Copyright-Rechte aufgrund des Krieges enteignet worden waren. 
Neben ausländischen wurden bald auch amerikanische mathematische Werke verlegt wie solche von Paul Halmos.
1997 kaufte die American Mathematical Society den Verlag auf und führte ihn als Imprint weiter.